# Chyandour
Chyandour – wieś w Anglii, w Kornwalii. Leży 2 km na północny wschód od miasta Penzance i 410 km na zachód od Londynu.